# Сена Лодиђана
Сена Лодиђана (итал. Senna Lodigiana) је насеље у Италији у округу Лоди, региону Ломбардија.
Према процени из 2011. у насељу је живело 1236 становника. Насеље се налази на надморској висини од 62 м.

## Становништво
Према резултатима пописа становништва 2011. у општини је живело 1.997 становника.
| 1931. | 1936. | 1951. | 1961. | 1971. | 1981. | 1991. | 2001. | 2011. |
| ----- | ----- | ----- | ----- | ----- | ----- | ----- | ----- | ----- |
| 3.455 | 3.315 | 3.411 | 2.665 | 2.253 | 2.107 | 1.914 | 2.020 | 1.997 |